# Калинин, Вальдемар Ильич
Вальдема́р Ильи́ч Кали́нин (цыг. Valdemar Kalinin; род. 30 мая 1946, Витебск, БССР) — современный ромский писатель, последователь русской ромской литературной школы,
просветитель, поэт, автор перевода Библии на цыганский язык.
Автор многих статей о культуре, языке цыган, социальных отношения между ними. Его публикации есть в русской, английской, французской, индийской печати.
Есть переводы цыганских и белорусских сказок на английский язык. Некоторые свои произведения Калинин писал на двойной версии ромского: на кириллице и латинице.

## Биография
В 1964 году Вальдемар Калинин окончил среднюю школу. Несколько лет он жил в г. Калинине (ныне Тверь), учился на факультете иностранных языков Калининского пединститута. Военную службу проходил в воздушно-десантных войсках. В 1970 году вернулся в Витебск и стал работать учителем английского и немецкого языков, затем был заведующим кафедрой иностранных языков Института усовершенствования учителей. Стал свободным переводчиком религиозной литературы. В Белфасте (Ирландия) закончил Библейский колледж со свидетельством «общее богословие», изучал теологию. В 1993 году по приглашению Департамента Труда и Образования переехал в Лондон, работал учителем-консультантом в Департаменте образования.

## Основной труд
В течение 25 лет Вальдемар Калинин переводил Библию на цыганский язык (балтийско-славянского диалекта) для чего изучил еврейский, греческий языки, идиш. 22 декабря 2014 года впервые вышла из издательства Библия на цыганском языке, дата стала исторической для цыганского народа. Книга написана кириллицей. В конце Библии находится история цыганского народа и словарь редких слов. 
 Это первый полный перевод Библии, который существует на цыганском языке сегодня во всем мире.

## Достижения
1995 год Калинин стал членом Международного ПЕН-клуба.
2002 г. — лауреатом Международной премии Хиросимы (Швеция) «За мир и развитие культуры».
2003 г. — лауреатом литературной премии «Romany Award» Института Открытого Общества (Будапешт).
2008 г. — членом «Саюза Беларускіх пісьменнікаў».
2013 г. — признан победителем короткого рассказа с очерком «How WMC changed my life» при Лондонском колледже WMC.
2016 г. — Международный Артистический Комитет 23 Concursi Artistico Internazionale «Amico Rom» присудил первую Премию в конкурсе поэтов (Италия).
2019 г. — Минское отделение ПEН-клуба удостоило В. Калинина «Почетным членом ПEН-клуба».
с 2013 по 2019 — Вальдемар Калинин был Председателем Совета Цыган Англии.

## Творчество

### Книги
- Evangeliia Matsfeios’ty (рус. «Евангелие от Матфея») (1996) Lithuanian Bible Society, 78 pages OCLC Number:85020327 книга вышла на балтийско-цыганском языке (балтийско-славянский / белорусско-литовский / диалект)
- Lanostyr svénto mishtopkhénybén (рус. «Евангелие от Иоанна») (1999) Dillenburg, Germany : Gute Botschaft Verlag,86 pages OCLC Number:43312697. www.worldcat.org. Дата обращения: 23 февраля 2020. на цыганском языке (балтийско-славянский диалект) в кириллице
- Evangelia Matejostyr (рус. «Евангелие от Матфея») (1999) Gute Botschaft Verlag, 83 pages OCLC Number: 42217259 Балтийский романский язык, литовский диалект
- Neues testament, Psalmen und Sprachen (рус. «Новый Завет. Псалмы и Притчи» (2001) Germanii: GBV, Dillenburg
- Загадка балтийских цыган. Очерки истории, культуры и социального развития балтийских цыган. (2005) Минск: Логвинов, 238с. OCLC Number:607615000 ISBN 9856701643 Язык произведения русский
- Библия (2014) Беларусь, Распространение христианской литературы, 1703с. OCLC Number:905529785 ISBN 978-2-940059-20-1, 2940059209 Библия переведена с иврита и греческих межлинейных текстов на балтийско-славянский (белорусско-литовский) цыганский диалект (кириллица)
- Ame Rakirasa Romanes: We speak Romani. (2022) LAMBERT Academic Printing, Chisinau, 168 pages OCLC Number: 6204733427

### Стихи
- Сборник стихов «Романэ́ сунэ́ — Сны цыганоў — Romane sune — Romani dreams». (205) Витебская областная типография, 309с. ISBN 9856674565, 9789856674566 Этот сборник написал на белорусском, английском языках и на двойной версии цыганского: на кириллице и латинице
  - Стихи из сборника «Романэ сунэ»
- В.Калинин переводит и читает стихи Владимира Высоцкого
  - Владимир Высоцкий «Кони привередливые»
- По предложению международного Пен-Клуба писателей и поэтов В.Калинин перевел на английский язык несколько стихотворений Джуры Махотина, которые вошли в англоязычный сборник мировой цыганской поэзии «Roads of the Rome» (Дороги Цыган), опубликованный в Англии в 1998 году[7].

### Разное (публикации)
(Приведены отдельные издания)
- Valdemar Kalinin «Oh this Russian spirit abides everywhere»: a dialogue of the imagination with Dr Donald Kenrick about the 'Russian spirit'. Scholarship and the Gypsy Struggle. (рус. «Приверженность цыганским исследованиям») (2000) Hatfield : University of Hertfordshire Press, 180 pages ISBN 1-902806-01-8 9781902806013
- What Is the Romani Language? Volume 21. (рус. «Что такое цыганский язык?») Milena Hubschmannova, Valdemar Kalinin, Donald Kenrick.(2000) University Of Hertfordshire Press, 140 pages ISBN 1-902806-06-9 9781902806068
- Социальный мир цыган? История, проблемы, взаимоотношения с Российской властью. // Политические конфликты в прошлом и настоящем: Материалы всероссийской научной конференции, 24-26 апреля, Иваново. -Иваново: Ивановский гос. ун-т,2001. — C. 83-86. @ RU_ru
- Romany tales.(рус. «Цыганские сказки»). Valdemar Kalinin (2002) Index on Censorship, v31 n3 (200207): 40-42 ISSN 0306-4220
- Обзор цыганской литературы бывшего Советского Союза, стран СНГ и Балтии. Калинин Вальдемар; Русаков Александр.
- Феномен обычного права цыган России. Вадим Торопов, Вальдемар Калинин (2006) Ивановский государственный университет, 2006. — 44 с.[8].
- Roma in the Soviet Union. The Gypsies During the Second World War: The final chapter Donald Kenrick. (рус. Цыгане в Советском Союзе. Цыгане во время Второй мировой войны: последняя глава. Дональд Кенрик) (2006)[9].
- Цыгане в зеркале восточнославянских литератур. (2013)
- Цыгане в зеркале восточно-славянских литератур. Вальдемар Калинин, Журнал этнологии и культурологии, Институт Культурного Наследия, Кишинёв, Молдавия (англ. Gypsies in the mirror of East Slavic literatures), № XXV ст.89-100 ISSN 2537-6152[10]. / XXVI ст.87-102 ISSN 1857—2049[11]., 2019
- Повествование от РОМОВ «Testimony from ROMA» Editor Valdemar Kalinin, Rigas Brivostas Parvalde, Riga, 2009
- Uber Paul Celan und… Wilfried Ihrig, V.Kalinin, pp.146-151
- AM herzen Europas 10 Stiree am Weg, EYE Valdemar Kalinin, pp.146-151
- Auf der Milchstaßße fahren wir davon, Nr201, Schweizer Literaturzeitschrift,Migros Valdemar Kalinin, pp.16-20 Schweiz, May 2019. ISBN 978-3-85830-248-9 3858302481
- Die Morgendämmerung der Worte. Moderner Poesie-Atlas der Roma und Sinti. Gedichte versammelt und ediert von Wilfried Ihrig und Ulrich Janetzki. Berlin: Die Andere Bibliothek, 2018. (Die Andere Bibliothek Band 403).

### Аудиопроект
В 2019 году Вальдемар Калинин озвучил на языке балтийских цыган социальный аудиопроект Вифезда